# Parco dell'Oglio Nord
Il parco Oglio Nord è un parco fluviale della regione Lombardia istituito il 16 aprile 1988 con L.R. n° 18, che si sviluppa lungo l'asta del fiume Oglio nel tratto compreso tra l'uscita dal Lago d'Iseo ed i comuni di Seniga, sponda sinistra, e Gabbioneta-Binanuova, sponda destra. Il tratto tra Seniga-Gabbioneta Binanuova e la foce è protetto dal Parco Oglio Sud.

## Territorio
Occupa una superficie di 14.170 ettari.
Comprende 34 comuni delle province di Bergamo, Brescia e Cremona: Alfianello, Azzanello, Bordolano, Borgo San Giacomo, Calcio, Capriolo, Castelli Calepio, Castelvisconti, Chiari, Cividate al Piano, Corte de' Cortesi, Corte de' Frati, Credaro, Gabbioneta-Binanuova, Genivolta, Orzinuovi, Palazzolo sull'Oglio, Palosco, Paratico, Pontevico, Pontoglio, Pumenengo, Quinzano d'Oglio, Robecco d'Oglio, Roccafranca, Rudiano, Sarnico, Scandolara Ripa d'Oglio, Seniga, Soncino, Torre Pallavicina, Urago d'Oglio, Verolavecchia, Villachiara, Villongo.
La sede amministrativa è a Orzinuovi, mentre quella culturale è a Soncino.

## Flora
Il bosco contiene pioppi, salici e robinie. Sugli alberi si arrampica l'edera. Presso il suolo si notino il verbasco, l'ortica, la falsa ortica, il luppolo, la pervinca minore e l'anemone giallo.

## Fauna
Tra i mammiferi sono stati avvistati il daino, la volpe e lo scoiattolo. Copiosa è l'avifauna con esemplari di Cormorano, Airone cenerino, Garzetta, Nitticora, Germano reale, Sparviere, Gheppio, Fagiano, Gru, Piro-piro culbianco, Picchio verde, Picchio rosso maggiore, Picchio rosso minore, Cesena, Pettirosso, Codibugnolo, Passera scopaiola, Capinera, Lucherino, Fiorrancino, Cinciallegra, Cardellino, Luì piccolo, Scricciolo, Cornacchia grigia. Comune da trovare è, tra i rettili, la lucertola muraiola. Nell'acqua si può notare il passaggio degli aspi e dei triotti. Abbondanti gli insetti, tra i quali non si deve dimenticare la farfalla Aglais urticae, la vanessa io, Meloe proscarabaeus e Gonioctena fornicata.